# Achiuta

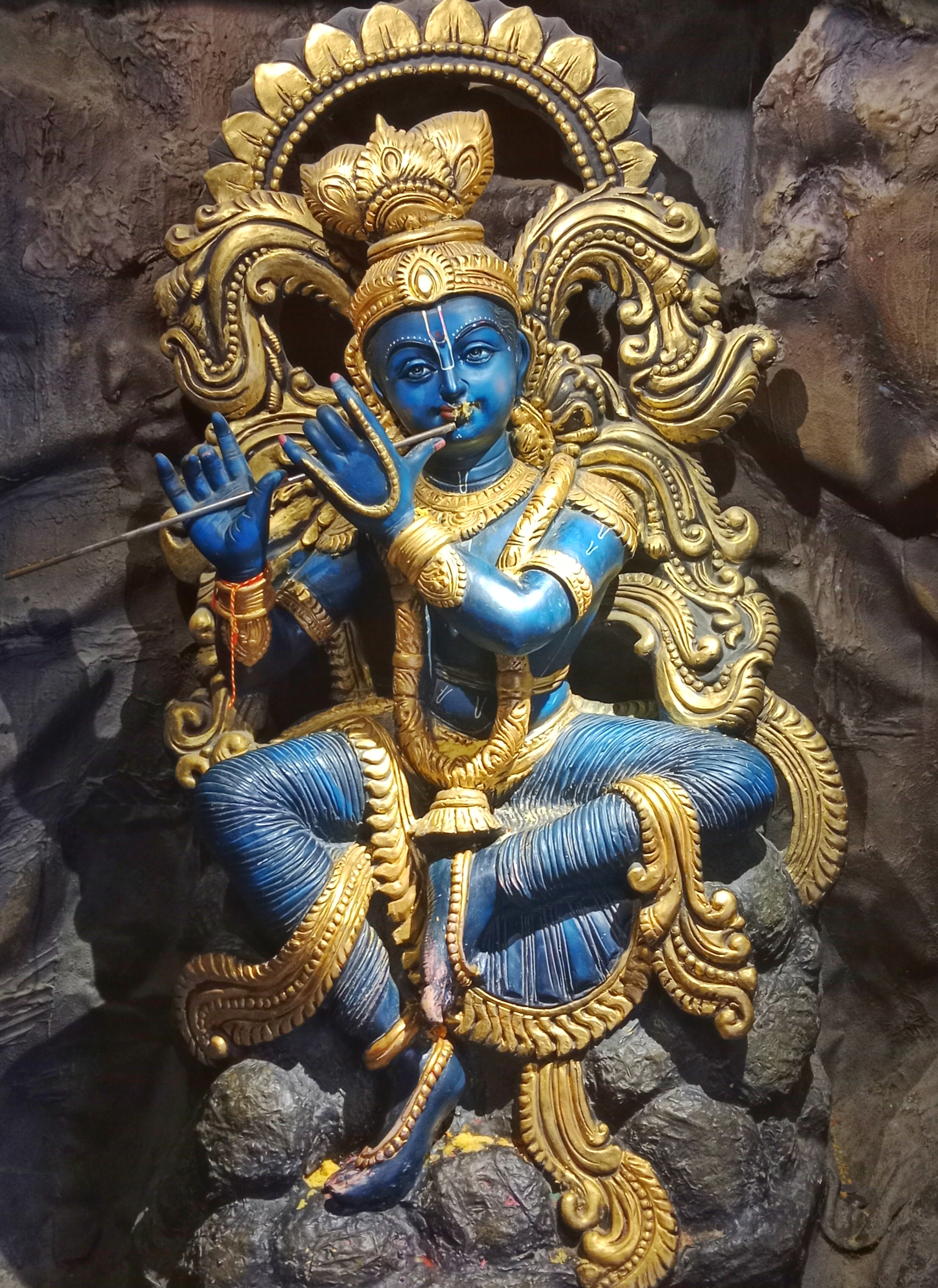
Forma Achiuta de Krishna en el templo Sri Sri Priyakant ju, Vrindavan (dentro de la cueva Braj Lila darshan)

En el hinduismo, Achiuta es uno de los variados nombres del dios Visnú, que aparece como el nombre número 100 y 318 en el himno Visnú-sajasra-nama (‘los mil nombres de Visnú’).
Achiuta también es un nombre de uso frecuente en el Bhagavad-guita como uno de los nombres del dios Krisna.

## Nombre sánscrito
- acyuta, en el sistema AITS (alfabeto internacional para la transliteración del sánscrito).
- अच्युत, en escritura devanagari del sánscrito.
- Pronunciación: /áchiuta/ o /achiutá/.[1]

### Etimología
Según el Sanskrit-English Dictionary del sanscritólogo británico Monier Monier-Williams,
áchiuta significa:
- que no cae
- firme, sólido
- permanente, imperecedero
- que no gotea
- nombre de un médico en particular
- nombre de la planta Morinda citrifolia
- nombre de un regalo que se le hizo al dios del fuego Agní, según el Shatápata-brahmana.

Según el comentario del religioso y sanscritólogo Shankará Acharia (788-820) al Visnú-sahasra-nama, áchiuta significa ‘aquel que nunca pierde su naturaleza intrínseca ni sus poderes’ (aquel que no decae, que es infalible).
El nombre también significa aquel que no experimenta las seis transformaciones que comienzan con el nacimiento.[cita requerida]

### Otras acepciones
Según el Sanskrit-English Dictionary del sanscritólogo británico Monier Monier-Williams,
áchiuta tiene varias derivaciones:
- áchiutakṣít: ‘que tiene base sólida’, nombre de la droga psicotrópica soma, que solo podían utilizar los sacerdotes; según el Vayasanei-samjita.
- Áchiuta Chakravarti: nombre del autor de un comentario al Daiá-bhaga (‘repartición de una herencia’).
- áchiuta chiút: que sacude objetos insacudibles
  - el dios del rayo Indra, según el Rig-veda (el texto más antiguo de la India, de mediados del II milenio a. C.)
  - un tambor, según el Átharva-veda (el cuarto texto más antiguo de la India, de fines del II milenio a. C.)
- áchiuta-ya (plural) una clase de deidades yainas.
- Áchiuta Yalakin: nombre de un comentarista del Amara-kosha.
- Áchiuta Danta o Áchiutanta: nombre de un ancestro de una tribu guerrera llamada áchiutadanti o áchiutanti (aunque posiblemente estos dos nombres se refieren a dos tribus distintas). Un príncipe de esa tribu se llamaba Áchiutantíia.
- Áchiuta Pāyas o Áchiuta Manas: nombre de dos majarsis (majá-rishís: ‘grandes sabios’), según el Taitiríia-araniaka.
- Áchiuta Murti (‘forma indestructible’): nombre del dios Visnú.
- áchiuta-rush: odio inextinguible.
- áchiuta-vasa (‘asiento eterno’ o ‘refugio firme’): la sagrada higuera de la India o Ficus religiosa.
- Áchiuta Sthala, nombre de un lugar en Panyab, según el Majábharata (texto épico-religioso del siglo III a. C.)

## Citas
Áryuna dijo: de los ejércitos ambos en el medio la cuadriga a mí [llévame], Infalible, para que todos estos observe yo, ellos deseando pelear arreglados en el campo de batalla, con quienes juntos yo tengo que pelear esta pelea, en el intento.
Sañyaia (secretario del rey Dritarastra), en el Bhagavad-guita, 1, 21-22

Amigo, así pensando presuntuosamente, te llamé «je Krisna», «je Iádava», «je amigo» sin saber tus glorias, debido tanto a la locura como a la amistad, y también a la risa; te deshonré cuando estuvimos acostados o sentados o comiendo juntos, ya sea a solas ―oh, Infalible― o ante otras personas; yo te pido perdón, Inconmensurable.
Áryuna, en el Bhagavad-guita, 11, 41-42